# Salomon von Otter (militär)
Casten Folke Salomon von Otter, född 23 maj 1876 i Kristianstad, död 5 december 1938 i Stockholm, var en svensk friherre och militär.
Salomon von Otter var son till majoren friherre Salomon von Otter och brorson till Carl Gustaf och Fredrik von Otter. Han avlade mogenhetsexamen i Kristianstad 1894 och blev underlöjtnant vid Svea livgarde 1896. von Otter övergick därefter till intendenturen, där han efter avlagd intendentsexamen 1901 utnämndes till adjutant vid fördelningsintendenturen vid Femte arméfördelningen och 1903–1912 var regementsintendent vid Positionsartilleriregementet. Vid sidan därom bedrev von Otter akademiska studier i Uppsala, avlade 1906 kansliexamen och tjänstgjorde 1910–1911 som notarie vid civilkommissionen. Åren 1912–1917 var von Otter förrådsintendent vid arméns intendenturförråd i Stockholm, utnämndes 1915 till kapten och 1917 till major samt var chef för arméns intendenturförråd i Karlsborg 1917–1920 och i Stockholm 1920–1926. Han befordrades 1926 till överstelöjtnant, var 1926–1928 fördelningsintendent vid Femte arméfördelningen och kallades 1928 till chef för arméns intendenturförråd i Stockholm samt 1931 till chef för tekniska revisionen i Arméförvaltningens intendentsdepartement, där han kvarstod till 1936. von Otter var även musikaliskt begåvad och komponerade flera stråkkvartetter, pianostycken och sånger. Han blev 1897 medlem av Mazerska kvartettsällskapet i Stockholm och invaldes 1923 i dess styrelse. von Otter var konventsmedlem och skattmästare i Johanniterorden i Sverige.